# Шиманський Юрій Іванович
Ю́рій Іва́нович Шима́нський (нар.10 липня 1928, Київ — †2 березня 1998, Київ) — доктор фізико-математичних наук, професор.

## Біографічні відомості
Юрій Іванович народився 10 липня 1928 року у Києві в родині викладача вищої математики Київського гідромеліоративного інституту.
У 1951 році закінчив фізичний факультет Київського державного університету ім. Т. Г. Шевченка. З 1953 року працював в університеті на посадах: доцент, професор, завідувач кафедри молекулярної фізики, декан факультету підвищення кваліфікації викладачів вузів.
У 1968 році захистив докторську дисертацію «Исследование квазистатических превращений однокомпонентных и бинарных систем вблизи критической точки жидкость-пар и квазистационарных фазовых переходов жидкость — пар в индивидуальных веществах и растворах».
Відродив в університеті наукову школу по дослідженням критичних явищ.
Юрій Іванович Шиманський є автором класичної теорії температурних залежностей теплоти випаровування, густини та ізохорної теплоємності біля критичного стану. Експериментально і теоретично дослідив гравітаційний ефект у рідинах. Зробив внесок у формування сучасних уявлень про ізоморфну поведінку індивідуальних речовин та сумішей. Дослідив кінетику випаровування і конденсації росту крапель рідин у широкому інтервалі тисків. Розвинув теорію впливу температури приповерхневого шару рідини на кінетику фазового переходу в аеродисперсних системах. Виконав ряд досліджень композитних матеріалів та ряд модельних досліджень фрактальних механізмів росту частинок у дисперсних системах. Автор більше 300 наукових праць.
Читав лекції на природничих факультетах з курсу загальної фізики, на фізичному факультеті — курси «Молекулярна фізика», «Фізика фазових перетворень», «Фізика газів і рідин».
Юрій Шиманський був членом редколегії журналів «Фізика аеродисперсних систем», «Фізика рідкого стану», «Известия высших учебных заведений. Физика». Був членом секції фізики рідин Науково-технічної ради МВССО СРСР та МВССО УРСР, заступник голови по фізико-технічному відділу АН ВШУ, член Проблемної ради з теплофізики АНУ, член Комісії з теплофізичних властивостей речовин державної служби довідкових даних, член Вченої ради університету, член Українського фізичного товариства.
З 1995 по 1997 рік був завідувачем кафедри фізико-математичних наук в Національному університеті «Києво-Могилянська академія».

могила Юрія Шиманського

Помер 2 березня 1998 року. Похований на Міському кладовищі «Берківці».

## Основні праці
- Критическое состояние чистых веществ. — К. — 1961;
- Термодинамічна теорія критичних явищ. — К. — 1998.

## Нагороди
Нагороджений медалями «За доблесну працю. В ознаменування 100-річчя з дня народження Володимира Ілліча Леніна» (1970), «В пам'ять 1500-річчя Києва» (1982), «Ветеран праці» (1985), нагрудним знаком Мінвузу СРСР «За відмінні успіхи в роботі» (1984).
Відзначений грантом міжнародного фонду «Відродження» в галузі науки і освіти (1997).